# Stow-on-the-Wold
Stow-on-the-Wold ist eine historische Marktstadt in der Grafschaft Gloucestershire im Herzen Englands. Der Ort liegt auf einem 700 Fuß hohen Hügel, an der Kreuzung wichtiger Straßen der Cotswolds und war einst eines der Zentren des Wollhandels, die diese englische Region reich machten. Im 19. Jahrhundert wurden bis zu 20.000 Schafe auf den zweimal im Jahr stattfindenden Markttagen gehandelt.
Heutzutage hat die Stadt 2794 Einwohner (Zählung von 2001).
Stow-on-the-Wold spielte auch eine Rolle im englischen Bürgerkrieg. Eine Reihe von Kämpfen fanden in der Umgebung statt, in deren Verlauf auch die alte St. Edward-Kirche beschädigt wurde. Am 21. März 1646 wurden die Royalisten unter Sir Jacob Astley hier geschlagen und für einige Zeit in St. Edwards festgehalten. 
Das Bild der idyllischen Kleinstadt (übersetzt aus dem Altenglischen 'Stadt auf dem Hügel') prägen die für die Cotswolds typischen honiggelben Bruchsteinhäuser an sanften Hügelzeilen und lassen den Ort als Musterbeispiel englischen Landlebens erscheinen.
Die zahlreichen Antiquitätenläden und traditionellen Pubs prägen das Bild lebendigen ruralen Daseins. Auf dem Market Square rund um die St. Edwards Hall, in der sich die Bücherei befindet, fand bis vor wenigen Jahren noch regelmäßig ein Schafmarkt statt. Heute nutzen Bauern aus der Umgebung den Platz einmal im Monat, um ihre Waren anzubieten. Ein weiterer Treffpunkt, sei es für Volksfeste oder Hundebesitzer, ist das Cricket Field am westlichen Stadtrand.
Sehenswert sind in Stow-on-the-Wold auch die zwei mächtigen Eiben, die das Nordportal von St. Edwards umrahmen und zahlreiche Landschaftsgärten in der näheren Umgebung.
Stow-on-the-Wold ist der Geburtsort des Psychologen Frederic Charles Bartlett und war außerdem der letzte Wohnort von John Entwistle vor seinem Tod im Jahr 2002.

## Stow Horse Fair
Jeden Mai findet die Horse Fair, auch Stow Fair genannt, statt. Dabei treffen sich tausende Zigeuner auf den Wiesen vor der Stadt, um Pferdehandel zu betreiben. Das veranlasst nahezu alle Hotels, Pubs und Läden für diesen Zeitraum zu schließen.

## Persönlichkeiten
- Frederic Charles Bartlett (1886–1969), Psychologe